# Resolució 1312 del Consell de Seguretat de les Nacions Unides
La Resolució 1312 del Consell de Seguretat de les Nacions Unides fou adoptada per unanimitat el 31 de juliol de 2000. Després de reafirmar les resolucions 1298 (1999) sobre la situació entre Eritrea i Etiòpia i 1308 (2000), el Consell va establir la Missió de les Nacions Unides a Etiòpia i a Eritrea (UNMEE) en previsió d'una operació de manteniment de la pau sotmesa a futura autorització.
El Consell de Seguretat va elogiar l'Organització de la Unitat Africana (OUA) per facilitar un acord reeixit sobre el cessament d'hostilitats entre Etiòpia i Eritrea. Tots dos països havien demanat assistència de les Nacions Unides per implementar l'Acord de cessament d'hostilitats i el secretari general de les Nacions Unides va enviar un equip de reconeixement i enllaç a la regió.
La resolució va establir llavors la UNMEE, que consistia en fins a 100 observadors militars i personal de suport per un període inicial fins al 31 de gener de 2001, en previsió d'una futura missió de manteniment de la pau en el marc del següent mandat:
(a) establir i mantenir el contacte amb les parts;
(b) visiteu la seu militar i les unitats de les parts;
(c) controlar el cessament d'hostilitats;
(d) preparar-se per l'establiment de la Comissió de Coordinació Militar;
(e) ajudar en plans per a una futura operació de manteniment de la pau.
Es va demanar a les parts que proporcionessin accés, assistència i protecció a la UNMEE, i que facilités el desplegament d'experts en acció mines terrestres. L'embargament d'armes imposat a la Resolució 1298 no s'aplicaria a armes i material per l'ús en desminatge. La resolució també va destacar la importància de la demarcació de la frontera entre Eritrea i Etiòpia d'acord amb l'Acord de Cessament d'Hostilitats i l'Acord Marc de l'Organització de la Unitat Africana. També va felicitar a les secretaries de les Nacions Unides i la OUA per discutir sobre l'aplicació dels acords.
Finalment, es va demanar al secretari general Kofi Annan que continués preparant una futura missió de manteniment de la pau i que proporcionés informes periòdics al Consell.